# Болест спавања
Афричка трипанозомијаза или болест спавања је паразитско обољење људи и животиња. Њен узрочник је паразит врсте Trypanosoma brucei. Постоје два типа која инфицирају људе, Trypanosoma brucei gambiense (T.б.г) и Trypanosoma brucei rhodesiense (T.б.р.). Т.б.г. је узрочник у преко 98% пријављених случајева. Оба се обично преносе уједом инфициране цеце муве и најчешћи су у руралним подручјима.
На почетку, у првој фази болести, јавља се грозница, главобоља, свраб и бол у зглобовима. Ово почиње у периоду од једне до три недеље после уједа. После више недеља или месеци почиње друга фаза у којој долази до конфузије, слабе координације, укочености и проблема са спавањем. Дијагноза се поставља помоћу проналажења паразита у размазу крви или у течности лимфног чвора. Често је потребна лумбарна пункција да би се утврдило да ли је реч о првом или другом стадијуму болести.
Ради превенције развоја тежег облика болести врши се скрининг становништва које је у ризичној групи путем тестирања крви на T.б.г. Лечење је лакше када се болест уочи рано и пре него што дође до појаве неуролошких симптома. Лечење у првој фази болести је лековима пентамидин или сурамин. Лечење у другој фази болести укључује ефлорнитин или комбинацију лекова нифуртимокс и ефлорнитин код T.б.г. Мада је меларсопрол ефикасан код оба типа, обично се користи само код T.б.р-а услед озбиљних нежељених дејстава.
Болест се редовно јавља у неким регионима Подсахарске Африке, при чему се у ризичној групи налази око 70 милиона становника у 36 земаља. До 2010. ова болест је узроковала око 9.000 смртних случајева, што је мање од 34.000 у 1990. години. Процењује се да је тренутно инфицирано 30.000 људи, од чега је 7.000 нових инфекција у 2012. години. Више од 80% ових случајева се налази у Демократској Републици Конго. Догодила су се три главна избијања болести у скорашњој историји: један у периоду од 1896. до 1906. године првенствено у Уганди и басену Конга, а два 1920. и 1970. године у неколико афричких земаља. Друге животиње, као што су краве, могу да буду носиоци болести и да буду инфициране.

## Историја
Болест спавања је присутна у Африци још од 14. века, али вектор преноса и извор нису били познати све до 1902, 1903, када је сер Дејвид Брус дефинисао болест и открио вектор преноса цеце-мува, док протозоа, организам који је директан извор болести није била откривена.
Лек који је за основу имао арсеник, атоксил, био је први лек који је ефективно коришћен у борби против ове болести. Међутим, једна од врло опасних споредних ефеката коришћења овог лека је слепило. 1920. године лек под именом сурамин је стигао на тржиште и коришћен је за лечење прве фазе ове болести, и касније у комбинацији са трипарсамидом коришћен је за лечење друге фазе испољавања болести. 1922. године ова комбинација лекова коришћена је за лечење епидемије у западној и централној Африци и била је у употреби све до 1960. године.
Пентамидин, врло ефикасан лек, је коришћен 1930. године за лечење прве фазе болести. Током педесетих година 20. века, овај лек је коришћен у превентивне мере у Африци, што је резултовало у великом паду појаве ове инфективне болести. У то време се сматрало да је болест потпуно побеђена.
Лек меларсопрол, са комерцијалним називом арсобал, је произведен 1940. године и ефективан је код пацијената са већ увелико одмаклом другом фазом испољавања ове инфективне болести. Међутим, 3-10% оних пацијената који су били на овом леку су почели да пате од симптома енцефалопатије (епилептички напади, прогресивна кома и прихотичке реакције) и 10-70% пацијената је умирало, јер је лек поред својих добрих и корисних страна имао нус ефекат а то је било доживотно оштећење мозга кодоних пацијената који су преживели енцефалопатију. Због својих јако ефективних особина, лек се данас користи, али у комбинацији са другим лековима како би се спречило оштећење мозга.
Од три велике епидемије у Африци у прошлим вековима, 1896. и 1906. велики проценат становништва Уганде и Конга је било заражено болешћу. Епидемија се поново појавила 1920. године у неколико афричких земаља, и поново 1970. године. Епидемија из 1920. године је успешно решена тако што су постојале мобилне екипе који се ишле по малим местима, селима и градовима и тестирале становништво и тако спречиле даље ширење епидемије. Болест је практично нестала између 1960. и 1965. године. Након тог првобитног успеха, тестирање и општа ригорозна контрола је мало посустала и резултат тога су биле наредне појаве епидемије.
Британски државник, лорд Алфред Милнер, је умро од болести афричког спавања 1923. године, убрзо након повратка у Енглеску из Јужне Африке.

## Географска дистрибуција и епидемиологија
Болест се може појавити у два облика, у зависности од паразита, који могу бити Trypanosoma brucei gambiense или Trypanosoma brucei rhodesiense. Први облик који настаје од паразита T. b. gambiense је присутан у централној и западној АФрици. Овај облик се појављује као хронично стање које може да буде присутно у пасивном облику и по неколико месеци и година пре него што се први симптоми појаве. Други облик који настаје услед присуства паразита T. b. rhodesiense је акутни облик болести, али има много ограниченији ниво испољавања. Присутан је у јужној и источној Африци. Овај облик има за симптом инфекцију која се појављује свега неколико недеља након уједа муве и много је бржег развоја и ефекти болести су израженији. Скорашње информације индикују да преко 60 милиона људи који живе на око 250 различитих локација су суочени са високим ризиком добијања ове болести, и око 300.000 нових случајева се појави годишње (Светска Здравствена Организација, 1998). Болест је регистрована у 36 државе, и све се налази непосредно испод појаса пустиње Сахаре.
Људи су главни циљ паразита Trypanosoma brucei gambiense, али овај паразит се може некад наћи и код свиња и других животиња. Дивље животиње и понеке домаће животиње типа крава, су главни циљ паразита који је одговоран за други облик болести, T. b. rhodesiense.

## Животни циклус
Током храњења крвљу домаћина животињског порекла, инфицирана цеце мува убризга метацикличне трипомастиготе (врста црва) у кожу домаћина. Паразити затим уђу у лимфатични систем помоћу којег им је омогућен улазак у крвоток (1). Кад се једном нађу у домаћину, црви се лако крећу п утем крвотока од једног до другог органа (2), и притом уђу у друге токове телесних течности (нпр. спинална течност, лимфна течност), и затим се деле бинарном фисијом (3). ЦеЦе мува се инфицира паразитом када сиса крв већ претходно инфицираног домаћина (4,5). У цревима муве, паразит се полако трансформише и развије у процикличне трипомастиготе, који се репликују бинарном фисијом (6), напусте црева муве и развију у епимастиготе (7). Епимастиготе полагано доспеју до пљувачних жлезди муве и наставе да се деле бинарном фисијом (8). Цео овај циклус у унутрашњости ЦеЦе муве траје у просеку 3 недеље.

## Симптоми
Симптоми почињу са температуром, главобољом и боловима у зглобовима. Уколико прва помоћ није одмах доступна, болест полагано победи имунски систем оболелог и симптоми почну да обухватају и анемију, проблеме ендокриног система и поремећаје кардиоваскуларног система и проблеме са бубрезима. У каснијим фазама болести, долази до неуролошких поремећаја након проласка паразита кроз крв-мозак баријеру. Симптоми следећих фаза дају болести њено име. Поред опште конфузије оболелог и смањене координације, долази до поремећаја у циклусу спавања. Током дана оболели се осећа сломљено и веома поспано, док су ноћи праћене инсомнијом. Уколико лекови нису доступни болест је смртоносна, са прогресивном менталном дегенерацијом која води до коме и на крају смрти. Неуролошка оштећења су неповратна.
Поред уједа цеце муве, болест се такође може пренети на следеће начине:
- Од мајке до детета путем плаценте коју црви могу да пређу и инфицирају фетус, притом долази до природног абортирања и перинаталне смрти
- У научним лабораторијама путем случајних инфекција, на пример током проучавања и долажења у контакт са крвљу оболелог, мада је ово врло ретко.